# Лепин, Эдуард Давыдович
Эдуард Давыдович Лепин (латыш. Eduards Liepiņš; 1889 — 22 августа 1938) — советский военный деятель, командир 1-го стрелкового корпуса, комкор.

## Биография
Родился в Риге в семье крестьян Вольмарского уезда Лифляндской губернии. Работал в Санкт-Петербурге токарем на заводе «Феникс». В 1907 поступил на армейскую службу охотником на правах вольноопределяющегося в 157-й пехотный Имеретинский полк. Уволен в запас в чине младшего унтер-офицера в 1909. Вновь призван на службу в 1914 с началом Первой мировой войны. Переведен в 91-й пехотный Двинский полк 23-й пехотной дивизии. Ранен в ногу в бою на реке Золотая Липа, но остался в строю (10.07.1915). Окончил 2-ю Московскую школу прапорщиков. Переведен в 7-й пехотный Ревельский полк 2-й пехотной дивизии (01.01.1916). В 1917 — поручик. По некоторым сведениям дослужился до штабс-капитана царской армии. Награждён орденом Св. Анны 3-й степени с мечами и бантом (27.08.1917). В декабре 1917 добровольно вступил в Красную гвардию. С 1918 — в РККА, с 1920 член РКП(б).
В 1918—1919 командир роты, батальона, 1-го Московского стрелкового полка, 37-го стрелкового полка. В 1919 уже командир 2-й бригады 1-й Московской рабочей дивизии. В 1921—1922 годах слушатель Военно-академических курсов высшего командного состава. В 1921 становится командиром 45-й бригады 15-й стрелковой дивизии. В 1922—1924 командир 26-й стрелковой дивизии. С 1924 по ноябрь 1925 командир 35-й Сибирской стрелковой дивизии. С ноября 1925 по 1930 командир 13-го стрелкового корпуса. С 1930 по январь 1931 командир 1-го стрелкового корпуса.
Награждён орденом Красного Знамени за бои на Каховском плацдарме. Активный участник подавления басмаческого движения и Якутского мятежа.
С января 1931 по 1932 военный атташе при Полномочном представительстве СССР в Финляндии. С 1932 по 1933 военный атташе при Полномочном представительстве СССР в Польше. С 1934 по декабрь 1937 военный атташе при Полномочном представительстве СССР в Китае.
2 декабря 1937 арестован. 22 августа 1938 расстрелян по приговору ВКВС СССР, объявленному в этот же день. 8 сентября 1956 реабилитирован.
Проживал в Воронежской области, городе Острогожск, на улице Авдеевской, дом 52. Женат, жена — Елена Тимофеевна (1899 г.р.), арестована в 1938 и приговорена к 8 годам ИТЛ, как ЧСИР.